# Бузицьков Іван Дмитрович
Іван Дмитрович Бузицьков (15 листопада 1917, с. Нижнє Санчелеєво Самарської губернії — 12 липня 1978, Дніпропетровськ) — прикордонник, Герой Радянського Союзу.

## Біографія
Закінчивши сім класів сільської школи, працював комбайнером. У жовтні 1938 року мобілізований у прикордонні війська. Закінчив школу молодшого начальницького складу в 1939 році. У 1940 році брав участь в поході радянських військ в Бессарабію.
Командир кулеметного відділення прикордонної застави № 5 25-го Кагульського прикордонного загону Молдавського прикордонного округу Військ НКВД, молодший сержант.
22 червня 1941 року, перебуваючи на охорону Державного кордону СРСР на Стояновський прикордонній заставі в Кантемирівському районі Молдавії, біля мосту через річку Прут, першим прийняв бій, в якому особисто знищив понад 40 ворожих солдатів. Отримав сім поранень, але не залишив свій пост до отримання наказу командування.
Після тривалого лікування в госпіталях Бузицьков закінчив курси молодших лейтенантів, боровся на Північному Кавказі, служив на південному кордоні. Наприкінці війни командував батальйоном внутрішніх військ НКВС. У 1945 році закінчив курси перепідготовки при Військової академії імені М. В. Фрунзе. Член КПРС з 1942 року.

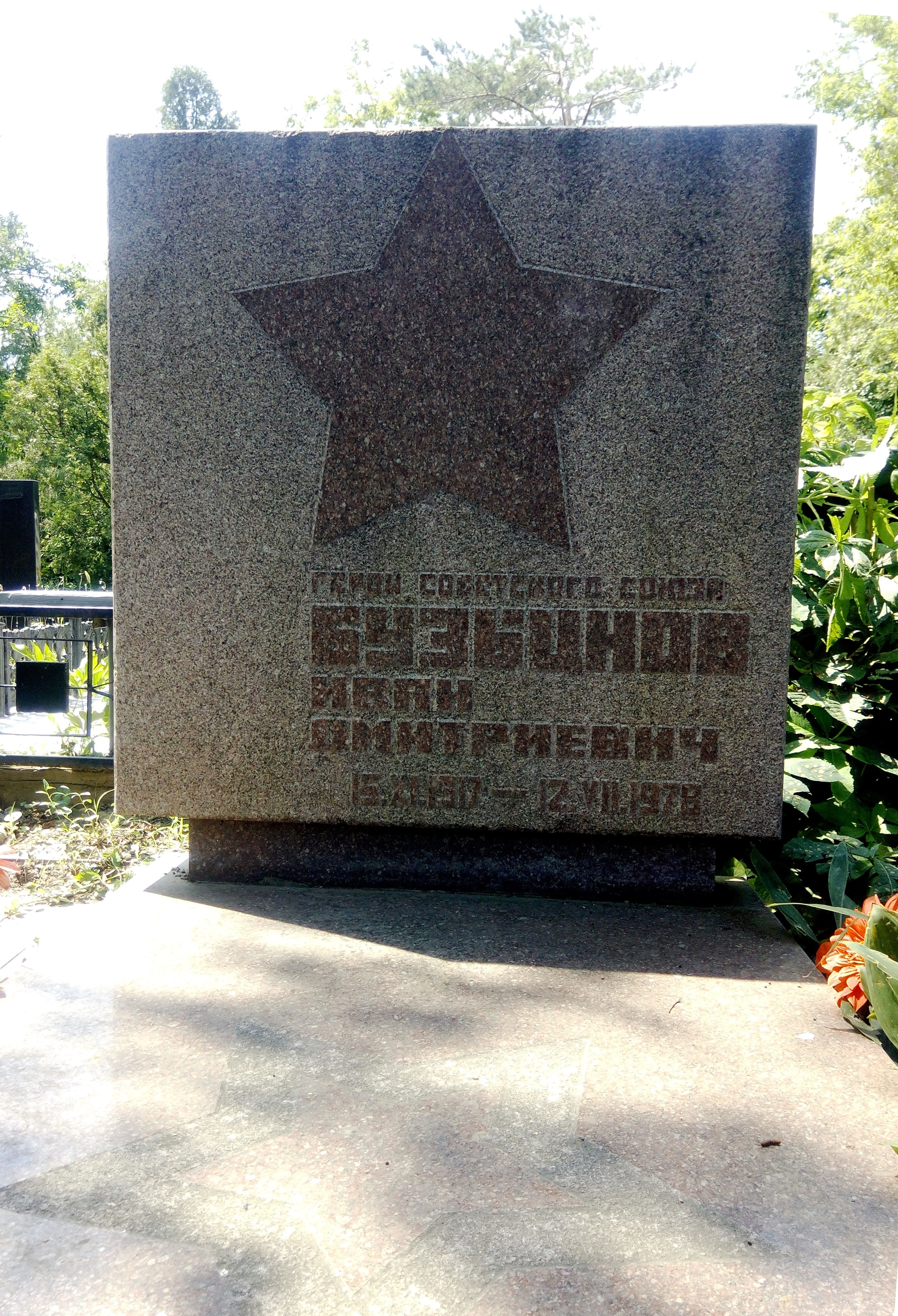
Могила Івана Бузицькова на Сурсько-Литовському кладовищі в Дніпрі

У післявоєнний період продовжував службу в органах МВС, тривалий час очолював раду фізкультури республіканської організації «Динамо» в Києві. Полковник (1954). Останні роки полковник у відставці Бузицьков проживав в місті Дніпропетровську . Працював на Південному машинобудівному заводі. Брав активну участь у військово-патріотичному вихованні молоді.
Похований на Сурсько-Литовському кладовищі Дніпропетровська.

## Нагороди
- Герой Радянського Союзу — «За зразкове виконання бойових завдань командування і проявлені при цьому відвагу і геройство командиру відділення 5-ї застави 25-го Кагульського прикордонного загону сержанту Бузицкову Івану Дмитровичу» (Указом Президії Верховного ради СРСР від 26 серпня 1941 р № 512)[2][3];
- Орден Леніна;
- 2 ордена Червоної Зірки;
- 10 медалей.

## Пам'ять
- Почесний громадянин міста Кагул Молдавської РСР,
- На місці подвигу Івана Бузицькова споруджений пам'ятник,
- Ім'ям Героя названа вулиця Бузицькова (Тольятті),
- Ім'ям Героя названа Стояновська прикордонна Застава трьох героїв СРСР.